# Ingo Börchers

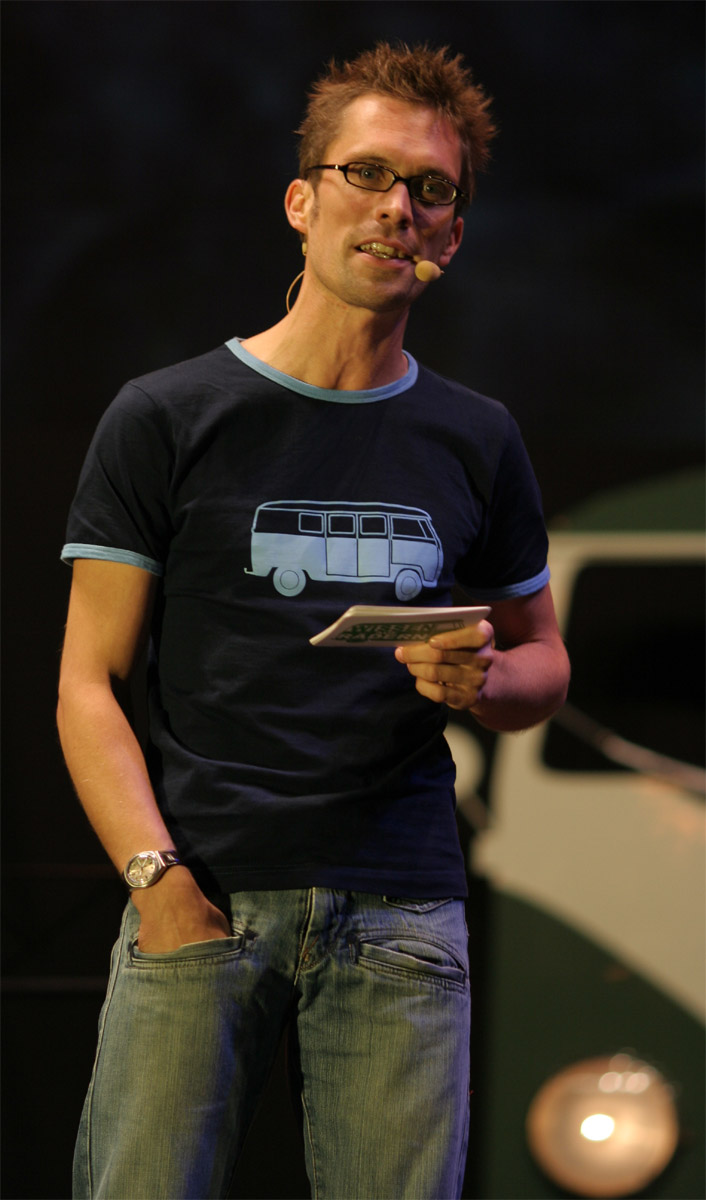
Ingo Börchers im Juni 2007

Ingo Börchers  (* 1973 in Dissen) ist ein deutscher Kabarettist und Schauspieler.
Nach dem Abitur am Kreisgymnasium Halle erlernte Börchers Tanz, Schauspiel und Pantomime. Freie Tätigkeiten für Theater, Rundfunkanstalten und Zeitschriften, danach mit Soloprogrammen unterwegs.
Sein aktuelles Bühnenprogramm trägt den Titel Ferien auf Sagrotan. Er lebt in Bielefeld.

## Diskografie
- Das Blaue vom Himmel (CD, 2004), con anima Verlag, ISBN 3-931265-41-2
- Wissen auf Rädern (CD, 2006), con anima Verlag, ISBN 3-931265-61-7
- Die Welt ist eine Google (CD, 2009), con anima Verlag, ISBN 978-3-931265-77-9
- Ferien auf Sagrotan – Keimfreies Kabarett (CD, 2013), con anima Verlag, ISBN 978-3-944304-01-4

## Auszeichnungen
- 1997: Münchner Kabarett Kaktus, 2. Platz
- 1998: Melsunger Kabarettpreis
- 2000: Reinheimer Satirelöwe
- 2001: 1. Schwelmer Kleinkunstpreis
- 2004: Deutscher Kabarettpreis, Förderpreis
- 2005: Sprungbrett, Förderpreis des Handelsblattes
- 2017: Leipziger Löwenzahn